# か행
か행이란 오십음의 2번째 행이다. 가나의 か, き, く, け, こ가 포함된다. 어느 가나라도 자음과 모음로부터 구성된 음(음절)을 나타낸다.

## 발음

### 청음
청음 か행의 두자음(한국어의 초성)의 음소는 k이다. 음성학적으로는, か행 각 음의 두자음은 무성 연구개 파열음 [k](IPA)이고, 혀의 뒷부분을 입천장 속 부분(연구개(여린 입천장))에 바짝 대고 일단 폐쇄한 상에서 파열되는 것에서 발생되는 무성 자음이다. 다만, 「き」의 두자음은 경구개화하기 때문에 조음 점이 다른 か행음보다 전방추이하고 후부 경구개가 된다. 로마자로는 일본식, 헵번식과 같이 ka ki ku ke ko로 표기된다.

### 탁음
か행의 가나에서 탁점을 붙여서 표기되는 탁음 が행(が ぎ ぐ げ ご)의 두자음 음소는 g이다. 일상적으로 비탁음을 사용하는 화자의 경우에는 이 두자음은 청음인 그것을 유성화한 유성 연구개 파열음 [g](IPA), 그 이외에는 연구개 비음 [ŋ](IPA) = [N](X-SAMPA)에서 일상적으로 비탁음을 사용하지 않는 화자의 경우는 이 두자음은 문두(문절의 머리) 및 발음(「ん」)의 뒤에서는 유성 연구개 파열음 [g](IPA), 발음의 뒤를 제외한 문절 중･문절 말에서는 유성 연구개 마찰음 [ɣ](IPA) 또는 그것에 가까운 음(폐쇄비착의 정도가 약한 유성 연구개 파열음)에서 발음된다. 다만, 어느 경우도 「ぎ」의 두자음은 「き」의 경우와 마찬가지로 경구개화해서 조음점이 전방추이한다. 로마자로는 일본식, 헵번식 같이 ga gi gu ge go로 표기된다.
일상적으로는 비탁음을 사용하는 지역은 공통어의 기반이 된 도쿄방언이 사용되는 지역을 중심으로 동일본으로부터 이북으로 퍼지고 있다. 한변, 주고쿠, 시코쿠 이서의 지역에서는 거의 비탁음은 사용되지 않는다.

### 요음
- か행과 が행의 い단음을 1문자로 하는 개요음 「きゃ」, 「きゅ」, 「きょ」와 「ぎゃ」, 「ぎゅ」, 「ぎょ」의 두자음 음소는 각각 kj와 gj이다. 그 발음은 「き」 및 「ぎ」의 두자음과 마찬가지이다. 로마자로는 일본식, 헵번식 같이 kya kyu kyo 및 gya gyu gyo 로 표기된다.
- 전통적으로 사용된 합요음「くゎ」, 「ぐゎ」은, 현재는 거의 사용되지 않는다. 그것들은, 현재로는 대부분의 지역에서  か, が로 발음되고, 현대 가나 사용법에서는 か, が로 쓰인다. 로마자로는 일본식, 헵번식 같이 ka ga이다.

일본의 인근지역에서 사용되고 있는 언어로는 아이누어, 한국어, 중국어에서는 か행이 존재한다.

### 외래어의 표기
- 「クァ」(クヮ)「クィ」「クェ」「クォ」는 『외래어 표기』 제2표로 들고 있고, 외래어의 원음 또는 원 철자에 최대한 가깝게 쓸려고 하는 경우에 사용되는 가나이다. 일본어로는 「クア」「クイ」「クエ」「クオ」や「クワ」「クウィ」「クウェ」「クウォ」または「カ」「キ」「ケ」「コ」로 발음되고, 또는 그렇게 표기되는 경우도 있다. クァルテット(カルテット)・クェスチョン(クエスチョン) 등.
- 「グァ」(グヮ)는『외래어의 표기』제2표에서 들고 있고 외래어의 원음 또는 원 철자에 최대한 가깝게 쓸려고 하는 경우에 사용되는 가나이다. 일본어로는 「グア」또는 「ガ」로 발음되고, 또는 그렇게 표기되는 경우도 있다. パラグァイ(パラグアイ)・グァテマラ(グアテマラ・ガテマラ)など。

- 「キェ」는 『외래어의 표기』의 표 중에서는 들고 있지 않지만, 가끔 사용되는 것이 있다. 예를 들면, キェルケゴール（キルケゴール）등

## か행 가나의 유래
히라가나, 가타카나의 か행은 각각 다음의 한자에서 유래하고 있다.
| か행 | 한자 | カ행 | 한자                  |
| ---- | ---- | ---- | --------------------- |
| か   | 加   | カ   | 加변으로부터          |
| き   | 幾   | キ   | 幾의 윗부분을 바꾼 것 |
| く   | 久   | ク   | 久 최초의 2획         |
| け   | 計   | ケ   | 介를 줄인 것          |
| こ   | 己   | コ   | 己 최초의 2획         |

변체가나로서
```
 か  可閑家我
 き  支起?貴喜
 く  具倶九求
 け  介希遣気
 こ  古故許期
```

등으로부터 유래되는 것도 많이 사용된다.

## 상대 특수 가나 표기법
만요가나로는「き」, 「け」, 「こ」와 그들의 탁음으로는 갑을 2종류의 구분이 보인다. 각각 다음의 2무리로 나뉜다.
```
          갑류             을류
 き 伎岐吉棄支企등  紀幾貴奇寄綺등
 ぎ 伎岐陣藝OK?蟻등 疑宜義擬등
 け 家計鶏介結啓등  気既該戒階居등
 げ 下牙雅夏          気宜등
 こ 古故胡孤姑高등  許去虚興己居등
 ご 吾呉胡後悟虞등  其期碁語御馭등
```

## 같이 보기
- 오십음
- 이로하 노래

あ행 - か행 - さ행 - た행 - な행 - は행 - ま행 - や행 - ら행 - わ행